# Annonay
 Annonay  (en occitano Anonai) es una población y comuna francesa, ubicada en la región de Auvernia-Ródano-Alpes, departamento de Ardèche, en el distrito de Tournon-sur-Rhône y cantones de Annonay-Nord y Annonay-Sud. Es la ciudad más poblada de Ardèche.

## Demografía
| 5 800 | 5 550 | 6 083 | 7 748 | 10 384 | 9 031 | 11 938 | 13 214 | 13 679 | 16 271 | 18 445 | 17 033 | 15 848 | 17 291 | 17 308 | 17 626 | 17 028 | 17 490 | 17 300 | 16 661 | 15 032 | 14 690 | 15 427 | 15 669 | 15 462 | 16 201 | 18 434 | 20 757 | 20 832 | 19 484 | 18 525 | 17 522 | 17 257 | 16 297 |
| Para los censos de 1962 a 1999 la población legal corresponde a la población sin duplicidades (Fuente: INSEE [Consultar]) |       |       |       |        |       |        |        |        |        |        |        |        |        |        |        |        |        |        |        |        |        |        |        |        |        |        |        |        |        |        |        |        |        |

## Imágenes

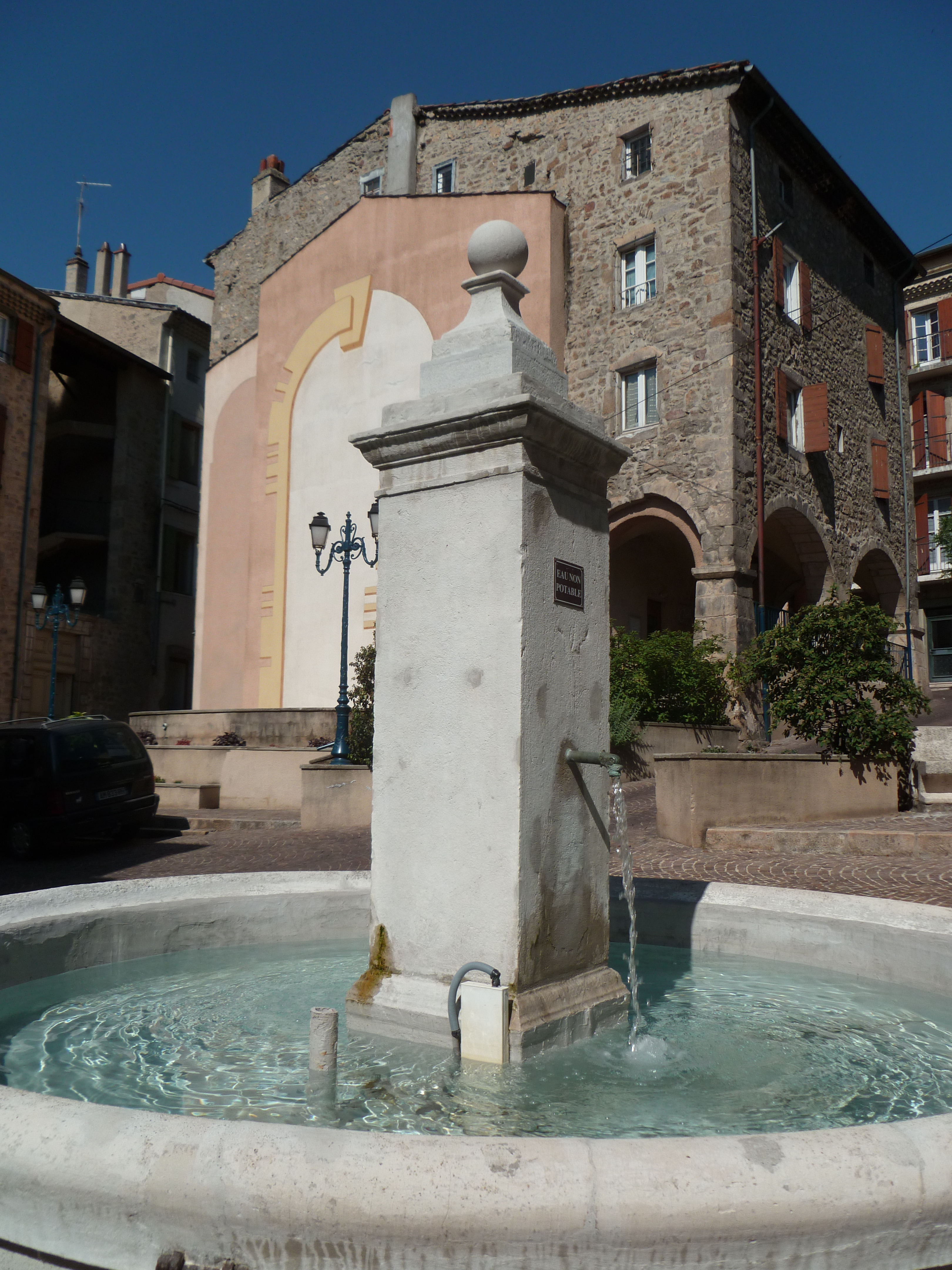
Fuente de 1726
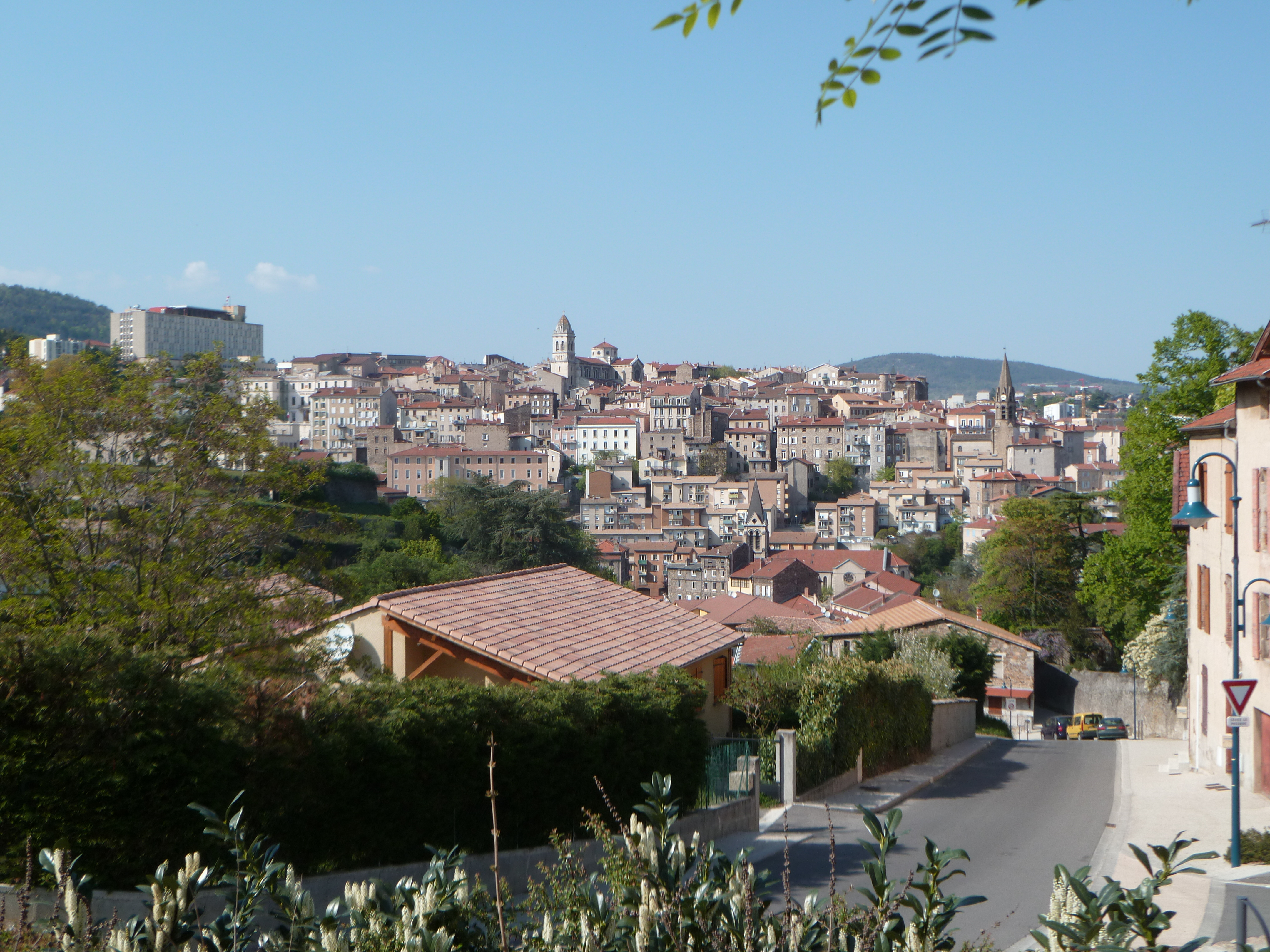
Vista general.
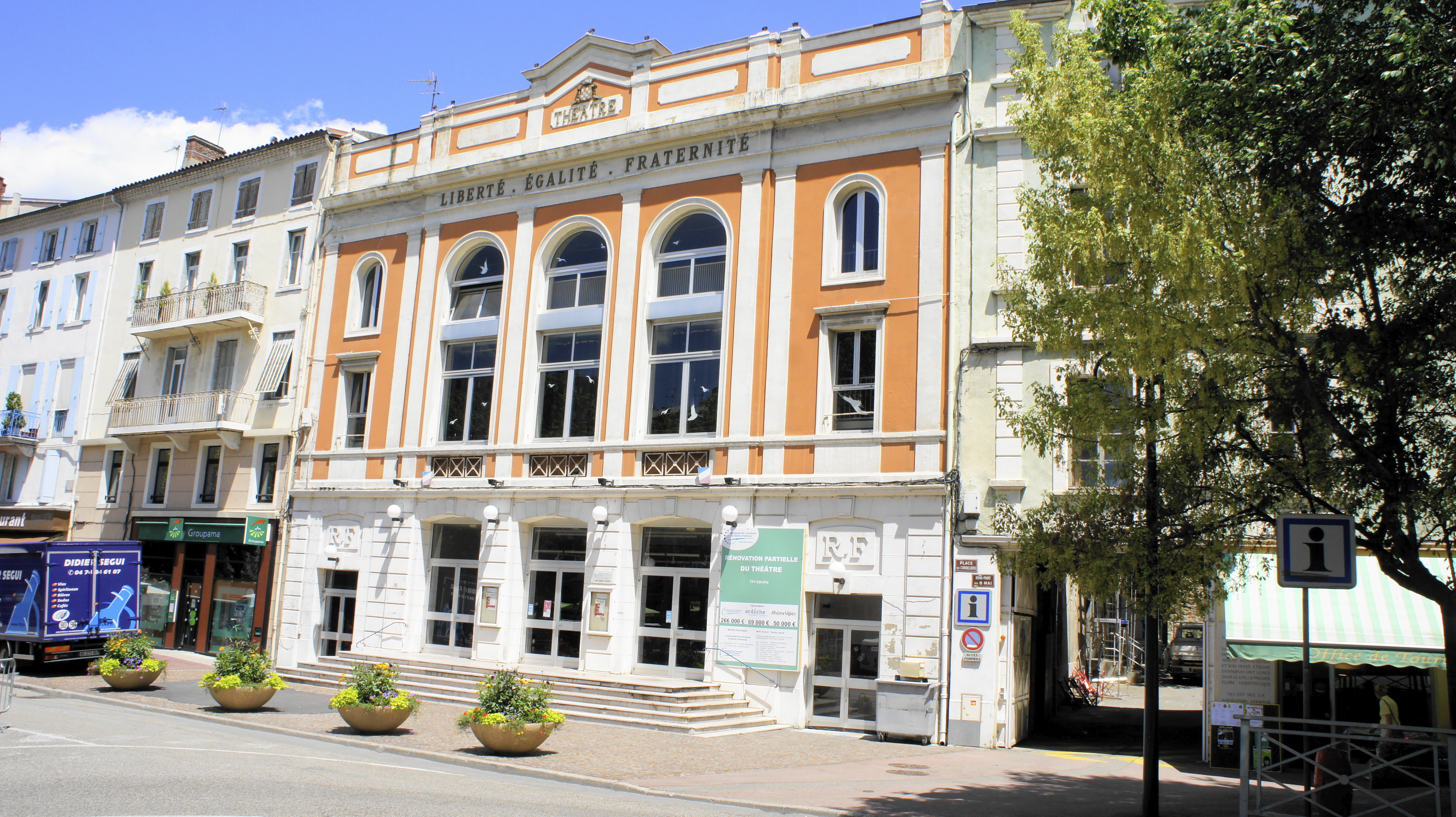
Teatro.

## Ciudades hermanadas
Annonay mantiene un hermanamiento de ciudades con:
- Backnang, Baden-Wurtemberg, Alemania.
- Chelmsford, Auvernia-Ródano-Alpes, Inglaterra, Reino Unido.
- Barge, Piamonte, Italia.